# Pione angelae
Pione angelae är en svampdjursart som beskrevs av Urteaga och Pastorino 2007. Pione angelae ingår i släktet Pione och familjen borrsvampar. Inga underarter finns listade i Catalogue of Life.